# سیگرید فیک
 سیگرید فیک (انگلیسی: Sigrid Fick؛ زاده ۲۸ مارس ۱۸۸۷ درگذشته ۴ ژوئن ۱۹۷۹) یک تنیس‌باز اهل سوئد بود. 